# بیلی کتکیوفومفون
بیلی کتکیوفومفون (انگلیسی: Billy Ketkeophomphone؛ زادهٔ ۲۴ مارس ۱۹۹۰) یک بازیکن فوتبال اهل فرانسه است.
از باشگاه‌هایی که در آن بازی کرده‌است می‌توان به استراسبورگ، سیون، و آنژه، سیون، و استراسبورگ اشاره کرد.